# Cheikh Brak
Ne doit pas être confondu avec Sheikh Abreik.
Cheikh Brak (dont les autres prononciations et translittérations sont Sheikh Bureikh, al-Sheikh Bureik et Barikh, était un village arménien en Israël près de la ville d’Atlit dans le district de Haïfa.

## Dénominations
Le village tire son nom du sanctuaire de Cheikh Brak ; les Arméniens l’appellent le village ou Atlit.

## Histoire
Cheikh Brak est fondé en 1920 quand plusieurs dizaines de familles de réfugiés arméniens arrivent en Palestine mandataire en fuyant l’Empire ottoman après le génocide arménien et s’installent sur les terres d’un chrétien arabe, Anton Hamouda, qu’il leur loue. Il leur confie 200 dounams à cultiver.
Une classe fonctionnait pour les enfants, avec des enseignants venus de Chypre pour qu’ils apprennent l’arménien.
En 1947, la moitié des Arméniens du village émigrent en Arménie, alors en URSS.
Pendant la guerre de 1948, les Arméniens restent neutres entre Arabes et Juifs. Le propriétaire fuit au Liban (voir Nakba) ; ses terres sont distribuées aux kibboutz voisins, Ein Carmel et Neve Yam, sous le régime de la loi sur la propriété des absents. Malgré leurs demandes, les Arméniens n’ont rien pu récupérer. Les Arméniens, eux, continuent de vivre dans leur village officiellement non-reconnu, sans électricité ni eau courante, ni égoûts. Progressivement, les jeunes quittent le village pour se marier à l’extérieur et trouvent du travail dans des grandes comme Haïfa et Tel Aviv. En 1981, les dernières familles quittent le village après que les kibboutzim d’Ein Carmel leur aient bloqué la route d’accès. La dernière famille a abandonner le village, les Lafajians, part dans les années 1980, Today, only a small Armenian cemetery and several abandoned buildings remain at the site of Sheikh Brak. Les derniers à partir ont reçu une compensation de la part de l’autorité foncière israélienne, l’Israel Land Administration. Dès que les derniers Arméniens furent partis, les kibboutzim sont venus s’emparer des charrettes laissées au village et des tracteurs ont démoli aussitôt toutes les maisons pour empêcher tout retour, ainsi que l’église avec l’accord du patriarche arménien de Jérusalem. Malgré l’abandon du village, les Arméniens continuent d’enterrer leurs morts dans leur cimetière, jusqu’à ce qu’on leur interdise. Les 25 tombes du cimetière sont toujours entretenues par les descendants des anciens habitants. L’emplacement du village continue d’être visité par les Arméniens d’Haïfa, qui nourrissent beaucoup de tristesse et de rêves à son sujet.
D’après des témoignages d’anciens habitants, outre la négligence des autorités, les voisins juifs ne les ont pas aidés ; les Arméniens travaillaient pour les kibboutz de Neve Yam, en étant payés en nature, parfois en aliments pour bétail ; un kibboutz leur donnait une part de récolte au titre du ma’aser.
Actuellement, les terres du village appartiennent à l’agence juive qui en a fait une réserve naturelle.